# Universitas Mercu Buana
Universitas Mercu Buana – indonezyjska uczelnia prywatna zlokalizowana w Dżakarcie. Została założona w 1985 roku.

## Wydziały
- Fakultas Ekonomi dan Bisnis
- Fakultas Teknik
- Fakultas Desain dan Seni Kreatif
- Fakultas Ilmu Komunikasi
- Fakultas Psikologi
- Fakultas Ilmu Komputer

Źródło: